# 양신하이
양신하이(楊新海, 1968년 7월 17일 - 2004년 2월 14일)는 중화인민공화국의 연쇄 살인자이다.
허난성 주마뎬시 정양현 출신인 양은 1999년에서 2003년에 이르는 기간 동안 허난, 허베이, 산둥, 안후이의 네 성을 돌아다니며 26차례에 걸친 범행으로 67명을 살해하고 23명을 강간했다. 주로 가정집에 침입하여 가족들을 모두 살해하는 식의 연쇄살인 행각을 벌였다. 이후 체포되어 2004년 2월 1일, 뤄허 중급인민법원(中級人民法院)에서 사형을 선고받고, 2월 14일 처형되었다.
부모님을 살해한 살인범을 죽이고 그 자신도 미쳐서 연쇄살인 행각을 벌였다고 하는데 이는 사실이 아니다. 중국발 기사를 보면 2008년에 양 신하이의 아버지의 인터뷰가 나오는데 외모 콤플렉스 및 신체 콤플렉스가 있던 양이 무시를 당했을 때에 폭발하여 연쇄살인 행각을 벌였다는 것이 정설이다.